# Disclosure (album)
Disclosure – dziesiąty album studyjny holenderskiego zespołu muzycznego The Gathering, wydany w roku 2012.

## Lista utworów
1. "Paper Waves" – 5:32
2. "Meltdown" – 7:56
3. "Paralyzed" – 5:05
4. "Heroes For Ghosts" – 10:42
5. "Gemini I" – 4:55
6. "Missing Seasons" – 3:26
7. "I Can See Four Miles" – 9:04
8. "Gemini II" – 5:04

## Twórcy
- Silje Wergeland - wokal, pianino
- René Rutten - gitara, flet
- Marjolein Kooijman - gitara basowa
- Hans Rutten - perkusja
- Frank Boeijen - instrumenty klawiszowe